# Carisio
Carisio là một đô thị ở tỉnh Vercelli trong vùng Piedmont thuộc Ý, có cự ly khoảng 60 km về phía đông bắc của Torino và khoảng 20 km về phía tây bắc của Vercelli. Tại thời điểm ngày 31 tháng 12 năm 2004, đô thị này có dân số 953 người và diện tích là 30,1 km².
Carisio giáp các đô thị: Balocco, Buronzo, Cavaglià, Formigliana, Salussola, Santhià, và Villanova Biellese.